# Zamarada eogenaria
Zamarada eogenaria là một loài bướm đêm trong họ Geometridae.